# Píer Southend

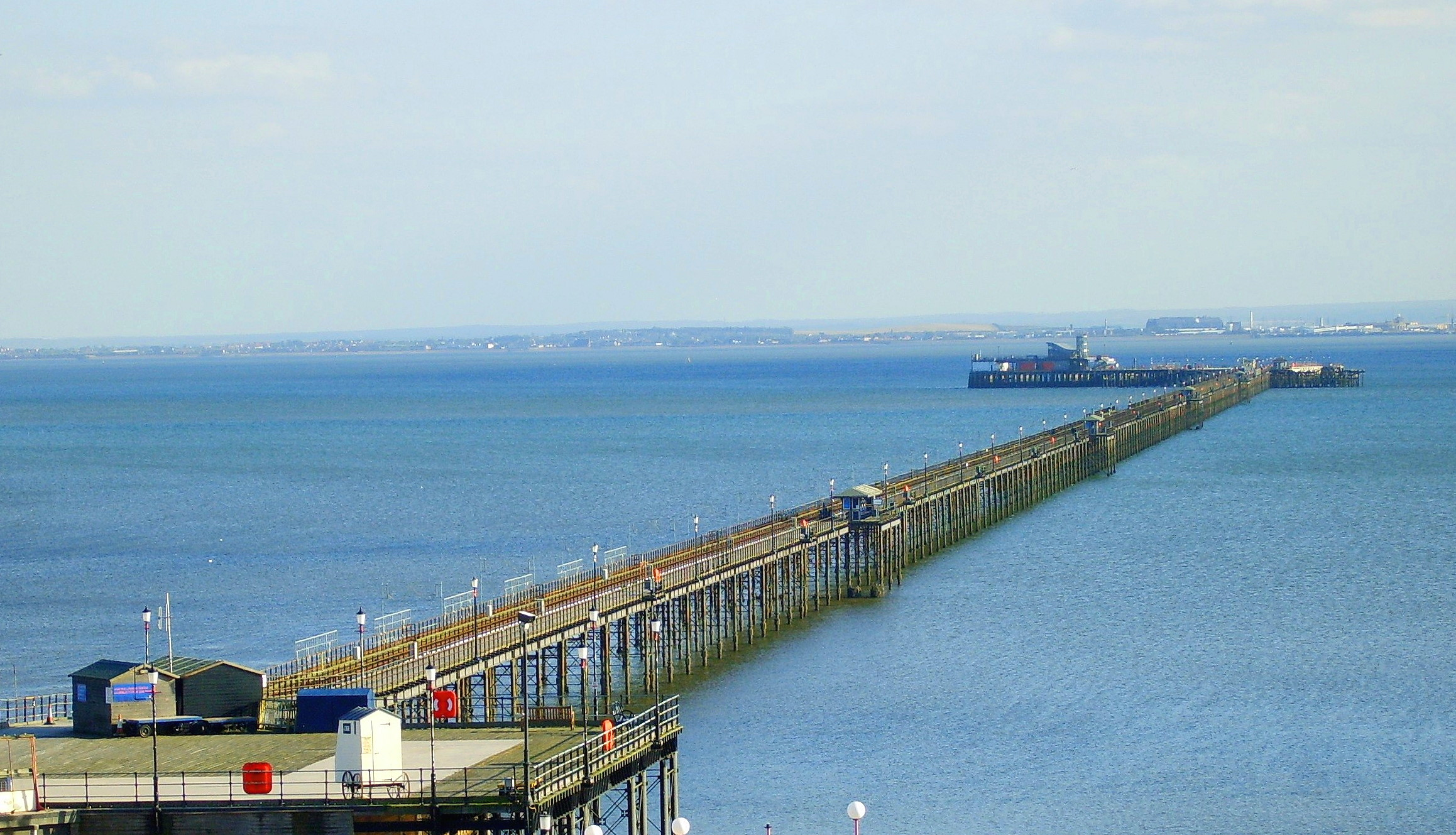
Southern Pier em 2007

Southend Pier é um cais localizado em Southend-on-Sea.
Está localizado no estuário do Tâmisa, e é a maior doca do mundo.
Sir John Betjeman fez a frase "the Pier is Southend, Southend is the Pier".